# Natrix megalocephala
Natrix megalocephala је гмизавац из реда Squamata и фамилије Colubridae. 

## Угроженост
Ова врста се сматра рањивом у погледу угрожености врсте од изумирања.

## Распрострањење
Врста има станиште у Азербејџану, Грузији, Русији и Турској.

## Популациони тренд
Популација ове врсте се смањује, судећи по расположивим подацима.

## Станиште
Врста Natrix megalocephala има станиште на копну.